# Figurer fra Freaks and Geeks
 Der er for få eller ingen kildehenvisninger i denne artikel, hvilket er et problem. Du kan hjælpe ved at angive troværdige kilder til de påstande, som fremføres i artiklen.

Nedenstående er en liste over fiktive personer i den amerikanske tv-serie Freaks and Geeks.

## Weirs

### Lindsay Weir
Lindsay Weir spilles af Linda Cardellini.
Lindsey er den ældste af de to Weir-søskende – hendes lillebror er Sam Weir. Som barn var Lindsay nære venner med Millie Kentner. Tidligt i sin skolastiske karriere på McKinley High School, blev hun anerkendt som en klog og eftertænksom studerende (samt en strålende medlem af Mathletes). Men, da hendes bedstemor dør, begynder hun at sætte spørgsmålstegn til religion (hun blev en ateist efter sin bedstemor, der var den mest anstændige og gode person hun kendte, der sagde hun kiggede ind i fremtiden og så "intet" lige før sin død), sociale struktur og mere personligt afgørende, retningen af hendes liv. Hun begynder at hænge ud med en bande mindre bogligt indstillede venner (mere almindeligt kendt som "burnouts" eller "freaks"), som bekymrer både hendes familie og hendes gamle venner (Millie i særdeleshed). På trods af hendes nye sociale situation, er hun en intelligent og hensynsfuld person. Hun sætter konstant spørgsmålstegn ved verden omkring hende for at finde et sted at passe ind. Lindsey fører også dagbog, der beskriver hendes kritiske tilværelse i livet. 

### Sam Weir
Sam Weir spilles af John Francis Daley.
Sam er Lindsays (Linda Cardellini) lillebror. Ligesom sin søster, har Sam en fremragende sans for moral og manerer, selvom han er lidt genert udenfor hans kreds af venner. Han har et lidt androgynt udseende og er en smule lavere og mindre fysisk udviklet end sine jævnaldrende og bliver ofte drillet på grund af det. Han deler mange interesser sammen med sine nære venner Bill Haverchuck og Neal Schweiber, herunder tv-shows som Saturday Night Live, komiske skuespillere såsom Bill Murray og Steve Martin, og science fiction. Ved at være interesseret i sådanne emner og på samme tidspunkt været noget socialt svækket har gjort Sam og hans venner mærket som "Geeks” (”nørder"). Selvom han nyder at være sammen med sine venner, kæmper han hele tiden for at blive set som mere end en nørd (især mens han prøver at imponere sin skolekærlighed, Cindy Sanders), og synes at være bedre anset af populære studerende som Cindy og Todd Schillinger end hans venner er. Desværre fører den konstante mobning af børn som Alan White ofte Sam til at føle sig mere forlegen end sej. Entertainment Weekly valgte Sam Weir som søn til "The Perfect TV Family". 

### Harold Weir
Harold Weir spilles af Joe Flaherty.
Harold er leder af Weir husstanden. Harold er normalt streng og striks i sin rolle som den dominerende han i familien, men er også en kærlig far, der altid forsøger at lægge mærke til sine børns største interesser. Selvom Harold ofte råber ved middagsbordet og til tider uddeler urimelige straffe, har han en god sans for humor og nyder at se sin familie lykkelig. Han arbejder hårdt for at forsørge sin familie ved at køre sin A1-sportsforretning, selvom han er bekymret over den mulige indvirkning, som varehuse vil have på sin forretning. 
Harold's største bekymring med sine børn er, at Lindsay er faldet i med en dårlig omgangskreds, og han har en stærk modvilje til hendes "udskuds venner", selv om han senere tager sig af Nick Andopolis, efter at han bliver smidt ud af sit hus ved at lade ham bo hos famillien og tilskynder ham til at praktisere trommespil. Harold fortæller Lindsay, at han er mere hjælpsom overfor Nick end hende, fordi han forventer mere af hende, og siger, at Nick's far er en "hård mand", der minder ham om hans far – det er også stærkt antydet, at Haralds far har mishandlet ham fysisk.

### Jean Weir
Jean Weir spilles af Becky Ann Baker.
Hun er en omsorgsfuld husmor i Weir-familien. Jean laver ofte sunde måltider til famillienog forsøger at give sine børn gode råd om skolen, mens de har diskussioner ved middagsbordet, men synes dog til tider at være distancerede til den virkelighed, som hendes børn oplever. Selv om hun ikke ville have noget imod mere påskønnelse af hendes arbejde, er Jean altid venlig og gavmild over for alle, og elsker intet mere end hendes familie.

## Freaks

### Daniel Desario
Daniel Desario spilles af James Franco.
Daniel er et cool og karismatisk udskud. Daniel er normalt kendt på McKinley High School for at gøre en af to ting: kæmpe med sin kæreste Kim Kelly og/eller pjække fra undervisningen. Han er lidt egoistisk og meget manipulerende men trækker ofte igennem for at hjælpe sine venner, og er lederen af ’freaksene’ (Kim Kelly, Nick Andopolis, Ken Miller) på skolen. Daniel skjuler det faktum, at han er 18 år gammel og har været bagud to klassetrin i skolen. Daniel spiller også guitar. Hans oprørske og anarkistiske billede af samfundet fører ham ofte ind i problemer. Selvom han er sikker socialt og handler apatisk over for sit skolearbejde, er Daniel hemmeligt usikker og bekymret over, at han ikke klarer sig godt i skolen, og ikke tror, han er klog nok til at lykkes med at bestå. Daniel har en storebror, der er en narkoman, og bor sammen med sine to forældre. Han tager sig af sin (aldrig set) far, som er invalid.

### Nick Andopolis
Nick Andopolis spilles af Jason Segel og er medlem af Freaks-banden. Han er venlig, mild, og venlig, med en noget ætsende humor. Nick ryger ofte pot og var engang en basketballspiller, men blev sparket ud af hans team for besiddelse af narkotika. I disse dage, er Nick's overvældende lidenskab musik – mere specifikt, hans 29-piece trommesæt. Meget til protest af Nicks strenge militære far, øver Nick ofte trommespil, som regel forsømmer hans skolearbejde i processen og i sidste ende førte det til at hans far valgte at sælge hele hans trommesæt. Nick har også en tendens til at omklamre sine veninder med alt for meget kærlighed, som Lindsay Weir opdager førstehånds efter de begynder at komme sammen.

### Ken Miller
Ken Miller spilles af Seth Rogen.
Ken er dumsmart og sarkastisk. Hver gang Ken åbner munden, er det normalt med intentionen om en spydig kommentar på bekostning af en person omkring ham. Han har været venner med Daniel Desario (spillet James Franco) siden folkeskolen og udvikler senere et forhold til Amy Andrews. Han er meget stædig og ikke bleg for at gå i slagsmål. I et afsnit, hvor han bliver truet til at slås, tager han udfordringen op uden tøven. Han er også meget klog i forhold til den slags mennesker, han hænger ud med. Til festen i episode 2, fanger han hurtigt da øllet bliver skiftet ud med alkoholfri øl, men i stedet for at fortælle de andre det, besluttede han sig for at vinde nogle penge i spillekvartalerne (87 dollars i alt). 
Han har vist sig at have en blødere side i de senere afsnit af serien, især i hans forhold til "Tuba pigen" Amy Andrews, der matcher ham vid for humor, hvilket får Ken til at blive forelsket i hende I afsnit 17, er det afsløret, at Ken's forældre er meget velhavende, og at han blev opdraget af en barnepige.

### Kim Kelly
Kim Kelly spilles af Busy Phillips.
Kim er Daniel Desario's (spillet James Franco) on & off kæreste i hele serien. Kim er en hård, kort-hærdet pige og er kendt af de andre studerende kun for at have sex og tage stoffer. På grund af hendes fjendtlige karakter, er hun ofte på kant med Daniel, og beskylder ham som regel for utroskab, der forårsager deres forhold til at være i konstant uorden. Men på trods af deres forholds problemer, ses det i løbet af showet tydeligt, at begge er dybt hengivne til den hinanden. Hun var oprindeligt ond mod Lindsay Weir og var tilbageholdende med at lade hende hænge ud i deres gruppe, men som serien skrider frem, udvikler de i sidste ende et venskab. Ved slutningen af serien, og er Lindsay og Kim bedste venner og tilbringer det meste af deres fritid sammen. Kim bor med sin misbilligende mor, hendes analfabetiske stedfar, og hendes bror, en hjælpeløs ung mand ved navn Chip, der sover i stuen sofaen. Hun kommer ikke godt ud af det med sine forældre, der kritiserer hende for ikke at få gode karakterer og for det selskab hun trives med.

## Geeks

### Bill Haverchuck
Bill Haverchuck spilles af Martin Starr er en del af Geek-trioen, og er den mest nørdede i banden. Bill er høj af sin alder (omkring 185), tynd og iført store briller. Bill er uhøjtidelig og blid, med en underspillet, men lattervækkende sans for humor. Ud over at være en loyal ven, er Bill en ivrig fan af tv-sæbeopera Dallas . Han bor sammen med sin enlige mor Gloria Haverchuck. Han er meget allergisk over for peanuts og dør næsten efter at Alan White planter nogle af dem i sin sandwich som en prank.

### Neal Schweiber
Neal Schweiber spilles af Samm Levine.
Neal er jødisk og et selvudråbt komisk geni og damernes mand. I modsætning til hans venner Sam Weir og Bill Haverchuck, er Neal normalt meget udadvendt og ønsker ofte at være centrum for opmærksomhed. Han har en rigelig mængde af selvtillid og karisma, selvom det ikke giver ham mere respekt eller omdømme end Sam eller Bill. Neal er noget i benægtelse, om at han er lige så nørdet som resten af hans venner. Hans far er en tandlæge, og hans mor er hjemmegående. Tidligt i serien, syntes Bill og Sam, at Neals far var "sej", fordi han nød de samme tv-programmer, som de gjorde, og delte en lignende sans for humor, men deres opfattelse af ham, samt Neal's, skiftede, da de opdagede, at han havde en affære med en anden kvinde.